# Чемпіонат Волинської області з футболу 2022
Чемпіонат Волинської області з футболу (Вища ліга) 2022 року — аматорські футбольні змагання з футболу  , які проводилися Асоціацією футболу Волині. Перший чемпіонат під час повномасштабного вторгнення Росії в Україну. Чемпіонат проводився в два етапи з чемпіонською четвіркою.

## Учасники
| - ФЦ "Ковель-Волинь" - ФК "Володимир" - "Шахтар" (Нововолинськ) - ФК "Камінь-Каширський" - Луцьксантехмонтаж-536 (футбольний клуб) - "Локомотив" (Ківерці) - ФК "Волинь" U-19 |

## Перший етап

### 1 тур[1]
ФК "Волинь" U-19 1 : 0 ФК "Камінь-Каширський" 

ФК "Володимир" 2 : 3  "Луцьксантехмонтаж-536" 

"Шахтар" (Нововолинськ) 3 : 0 "Локомотив" (Ківерці) 

### 2 тур[2]
ФЦ "Ковель-Волинь" 0 : 0 ФК "Волинь" U-19 

ФК "Камінь-Каширський" 2 : 3 ФК "Володимир" 

"Шахтар" (Нововолинськ)  0 : 2  "Луцьксантехмонтаж-536" 

### 3 тур[3]
"Шахтар" (Нововолинськ)  4 : 1 ФК "Камінь-Каширський" 

ФК "Володимир"  0 : 2  ФЦ "Ковель-Волинь" 

"Локомотив" (Ківерці)  1 : 7   "Луцьксантехмонтаж-536"

### 4 тур[4]
ФЦ "Ковель-Волинь" 0 : 0  "Шахтар" (Нововолинськ) 

ФК "Волинь" U-19  1 : 1  ФК "Володимир" 

ФК "Камінь-Каширський"  3 : 0  "Локомотив" (Ківерці) 

### 5 тур[5]
"Шахтар" (Нововолинськ)  5 : 0  ФК "Волинь" U-19 

"Локомотив" (Ківерці)  0 : 2 ФЦ "Ковель-Волинь" 

 "Луцьксантехмонтаж-536"  4 : 1  ФК "Камінь-Каширський" 

### 6 тур[6]
ФК "Володимир"  1 : 1  "Шахтар" (Нововолинськ) 

ФК "Волинь" U-19  3 : 0  "Локомотив" (Ківерці) 

ФЦ "Ковель-Волинь"  2 : 2   "Луцьксантехмонтаж-536"

### 7 тур[7]
"Локомотив" (Ківерці)  1 : 6 ФК "Володимир" 

ФК "Камінь-Каширський"  0 : 2  ФЦ "Ковель-Волинь" 

 "Луцьксантехмонтаж-536" 4 : 1 ФК "Волинь" U-19 

## Другий етап

### 1 тур[8]
"Шахтар" (Нововолинськ)  1 : 1  ФЦ "Ковель-Волинь" 

 "Луцьксантехмонтаж-536"  0 : 2  ФК "Володимир" 

ФК "Камінь-Каширський"  1 : 0 ФК "Волинь" U-19

### 2 тур[9]
"Луцьксантехмонтаж-536"  1 : 2  "Шахтар" (Нововолинськ) 

ФЦ "Ковель-Волинь"  2 : 1  ФК "Володимир" 

"Локомотив" (Ківерці)  2 : 5 ФК "Камінь-Каширський" 

### 3 тур[10]
"Шахтар" (Нововолинськ)  2 : 1  ФК "Володимир" 

 "Луцьксантехмонтаж-536"  2 : 2  ФЦ "Ковель-Волинь" 

"Локомотив" (Ківерці)  1 : 2  ФК "Волинь" U-19

## Підсумкова таблиця[11]
| М  | Команда                  | І | М'ячі | О  |
| -- | ------------------------ | - | ----- | -- |
|    | Шахтар (Нововолинськ)    | 9 | 18-7  | 18 |
|    | "Луцьксантехмонтаж-536"  | 9 | 26-13 | 17 |
|    | ФЦ "Ковель-Волинь"       | 9 | 13-6  | 17 |
| 4. | ФК "Володимир"           | 9 | 17-14 | 11 |
| 5. | ФК "Волинь" U-19         | 8 | 8-12  | 11 |
| 6. | ФК "Камінь-Каширський"   | 8 | 13-16 | 9  |
| 7. | ФК "Локомотив" (Ківерці) | 8 | 5-31  | 0  |

## Переможці[12]
Шахтар (Нововолинськ)